# Ghetoul Białystok

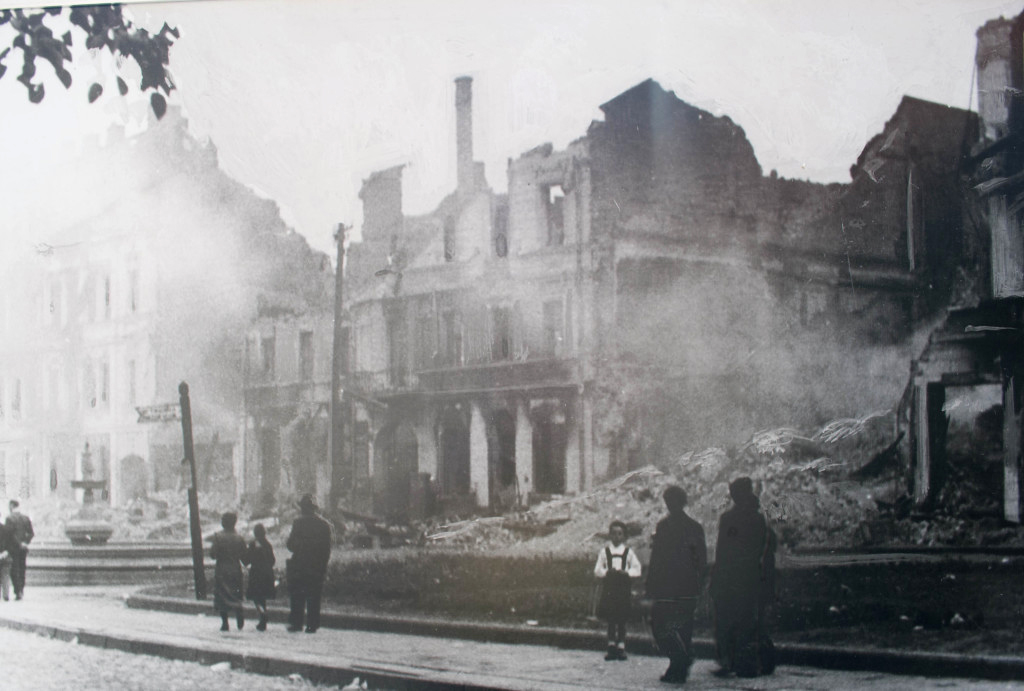

Ghetoul din Białystok (în poloneză getto w Białymstoku) a fost un ghetou evreiesc din al Doilea Război Mondial, înființat de Germania nazistă între 26 iulie și începutul lui august 1941 în noul district Bezirk Bialystok din Polonia ocupată de naziști.
Aproximativ 50.000 de evrei din vecinătatea Białystokului și din regiunile înconjurătoare au fost deportați într-o mică zonă a orașului transformată în regiune administrativă. Ghetoul a fost împărțit în două de către râul Biała care trece prin el (vezi harta). Majoritatea deținuților au fiind supuși la muncă silnică în fabrici de textile, încălțăminte și chimice care administrau mașinăria de război germană. Ghetoul a fost lichidat în noiembrie 1943,  deținuții fiind transportați cu trenurile holocaustului în lagărul de concentrare de la Majdanek și în lagărele de exterminare de la Treblinka. Numai câteva sute dintre cei ce au fost deținuți la Bialystock au supraviețuit războiului, fie ascunzându-se în sectorul polonez al orașului, fie scăpând după revolta ghetoului din Bialystok, fie prin supraviețuirea taberelor.

## Istoric

Białystok Ghetto map

Ghetoul a fost creat oficial la 26 iulie 1941, prin ordinul autorităților militare germane. Transferul evreilor într-o zonă desemnată a fost gestionat de catre Judenrat (instituit la 30 iunie). O cameră a ghetoului cuprindea comasate până la trei familii evreiești, singura despărțitură a acestor camere fiind doar o perdea. La ieșirea din ghetou erau inițial doar două porți care duceau una pe strada Jurowiecka și una pe strada Kupiecka. Ghetoul cuprindea străzile Lipowa, Przejazd, Poleska și Sienkiewicza. De la 1 august 1941 ghetoul se închidea dinspre exterior, rămânând prinse în interiorul său aproximativ 43.000 de persoane. Judenratul (consiliul de administratie al ghetoului), compus din 24 de evrei, și-a ținut prima întâlnire pe 2 august și a înființat 13 departamente împărțite în diviziuni. Efraim Barash (sau Efraim Barasz în limba poloneză), inginer mecanic în vârstă de 49 de ani, a fost ales ca președinte interimar. Consiliul a fost prezidat de Rabi Gedalyah (Gedalia) Rosenman.  Refugiații din ghetou și-au ridicat propriile bucătării, școli, stații de politie, băi și alte facilități. Judenratul a promovat munca silnică ca și condiție de supraviețuire. Obligația sa principală era să ofere cote pentru muncitorii germani. Într-o scurtă perioadă de timp, ghetoul a crescut la peste 50.000 de evrei captivi. Întreaga suprafață a ghetoului era înconjurată de un perete de lemn acoperit de sârmă, cu trei intrări, cu poliția evreiască supravegheată de germani. Fabrica de textile și armament a fost înființată cu ajutorul Judenratului. Rațiile alimentare fiind strict aplicate în acest ghetou.